# Vriesea nahoumii
Vriesea nahoumii är en gräsväxtart som beskrevs av Elton Martinez Carvalho Leme. Vriesea nahoumii ingår i släktet Vriesea och familjen Bromeliaceae. Inga underarter finns listade i Catalogue of Life.